# Scina stebbingi
Scina stebbingi är en kräftdjursart som beskrevs av Édouard Chevreux 1919. Scina stebbingi ingår i släktet Scina och familjen Scinidae. Inga underarter finns listade i Catalogue of Life.